# نورمن کورتیس
نورمن کورتیس (انگلیسی: Norman Curtis; ۱۰ سپتامبر ۱۹۲۴ – ۷ سپتامبر ۲۰۰۹) بازیکن فوتبال اهل بریتانیا بود.
از باشگاه‌هایی که در آن بازی کرده‌است می‌توان به باشگاه فوتبال شفیلد ونزدی، باشگاه فوتبال دونکستر راورز، باشگاه فوتبال گینزبورو ترینیتی، و باشگاه فوتبال باکستون اشاره کرد.